# 2,3-Dimethyl-2-buten
2,3-Dimethyl-2-buten ist eine chemische Verbindung aus der Gruppe der aliphatischen, ungesättigten Kohlenwasserstoffe.

## Gewinnung und Darstellung
2,3-Dimethyl-2-buten kann durch Dehydrierung von 3,3-Dimethyl-2-butanol gewonnen werden.

## Eigenschaften
2,3-Dimethyl-2-buten ist eine leicht entzündbare, leicht flüchtige, farblose Flüssigkeit mit mildem Geruch, die praktisch unlöslich in Wasser ist.

## Verwendung
2,3-Dimethyl-2-buten wird als Zwischenprodukt zur Herstellung anderer chemischer Verbindungen (zum Beispiel Pharmazeutika) verwendet. Die Ozonolyse von reinem 2,3-Dimethyl-2-buten ergibt Tetramethylenepoxid als Produkt.

## Sicherheitshinweise
Die Dämpfe von 2,3-Dimethyl-2-buten können mit Luft ein explosionsfähiges Gemisch (Flammpunkt < −20 °C, Zündtemperatur 400 °C) bilden.